# Климов Володимир Якович
Володимир Якович Климов (1892–1962) — радянський учений в галузі авіаційного моторобудування, конструктор авіаційних двигунів, генерал-майор інженерно-авіаційної служби (1944), академік АН СРСР (1953). Двічі Герой Соціалістичної Праці (1940, 1957). Лауреат чотирьох Сталінських премій (1941, 1943, 1946, 1949). Депутат Верховної ради СРСР 2-го скликання. Депутат Верховної ради РРФСР 3—4-го скликань.

## Біографія
В. Я. Климов народився 11 (23) липня 1892 року в Москві. Сім'я Климових пішла з селян-заробітчан Володимирській губернії.
Батько — Яків Олексійович Климов селянин з с. Анніно Володимирській губернії. З дитячого віку відправився в Москву на заробітки, піднявся від учня до господаря артілі майстрових, працював по будівельних підрядам, розбагатів, купив в Москві ділянку землі і побудувавши на ньому прибутковий будинок, став домовласником.
Мати — Параска Василівна Устинова з селянської сім'ї сусіднього села Єросово. У родині 8 дітей.
Навчався в Комісарівському технічному училищі. У 1918 році закінчив МВТУ імені Н. Е. Баумана.
Трудову діяльність розпочав у жовтні 1917 року інженером-конструктором товариства Коломенських заводів (Москва). З липня 1918 по 1931 рік працював старшим інженером-лаборантом, начальником відділу, помічником директора наукової автомобільної лабораторії, перетвореної потім в Науковий автомоторний інститут СРСР (НАМИ). З 1931 року — начальник технічного контролю відділу бензинових двигунів Центрального інституту авіаційного моторобудування. За сумісництвом викладав в Московському вищому технічному училищі, Ломоносовському інституті та Академії Військово-Повітряного Флоту імені Н. Е. Жуковського, керував кафедрою проектування двигунів Московського авіаційного інституту.
Одночасно брав участь в розробці перших радянських зіркоподібних авіаційних двигунів повітряного охолодження М-12, М-23 і ін. (1925 — 1 927) та першого, найпотужнішого в той час (бл. 650 кВт (880 л. С.)), 12-циліндрового двигуна рідинного охолодження М-13 (1925–1930). З 1935 року — головний конструктор авіаційних двигунів. До середини 1930-х років організовує виробництво 12-циліндрового двигуна М-100, потужність якого була на 30 % більше, ніж у аналогічних зарубіжних двигунів тих же розмірів, а потім серійного двигуна М-103 для бомбардувальників "СБ" конструкції А. Н. Туполєва і А. А. Архангельського .
У 1935 р. Володимир Якович призначений головним конструктором Рибінського моторобудівного заводу № 26. З серпня 1941 р. працював в Уфі на евакуйованому заводі (Уфимський моторобудівний завод).
В кінці 1930-х — початку 1940-х під керівництвом Климова створюється ряд потужних серійних двигунів (М-105, ВК-105ПФ, ВК-107, ВК-108), оснащених двошвидкісним повітряним нагнітачем оригінальної конструкції. Ці двигуни встановлювалися на пікіруючих бомбардувальниках Пе-2 конструкції В. М. Петлякова і винищувачах конструкції А. С. Яковлева, що прославилися в боях Великої Вітчизняної війни. У післявоєнний період в ОКБ під керівництвом Климова розроблений ряд повітряно-реактивних двигунів. У 1947–1949 створюються перші вітчизняні двигуни з відцентровими компресорами для реактивних літаків. У 1951 році на основі англійського двигуна «Nene» був створений ВК-1Ф — один з перших в світі турбореактивних двигунів, оснащених форсажною камерою, який встановлювався на винищувачах.
В ході наукових досліджень і конструкторської роботи Климовим були розроблені і впроваджені спеціальна закрита система рідинного охолодження поршневих авіаційних двигунів під тиском, повітряний нагнітач з двошвидкісним приводом, вдосконалена система газорозподілу, система харчування паливо-повітряної сумішшю потужних і високооборотних авіадвигунів, запропонований ряд оригінальних рішень в конструкціях ТРД. Клімов вніс істотний внесок у розвиток теорії мастила, в рішення проблем врівноваження поршневих авіадвигунів і ін. питань двигунобудування.
Депутат ВР СРСР другого скликання (1946—1950).
В. Я. Климов помер 9 вересня 1962 року . Похований в Москві на Новодівичому кладовищі (ділянка № 1).
У 2002 році ім'ям В. Я. Климова була названа вулиця в Шевченківському районі міста Запоріжжя. Також в Запоріжжі є парк академіка Климова.

## Нагороди і премії
- двічі Герой Соціалістичної Праці (28.10.1940, медаль № 9; 12.07.1957)
- п'ять орденів Леніна (29.12.1936; 28.10.1940; 30.12.1943; 02.07.1945; 23.07.1952)
- орден Суворова 1-го ступеня (16.09.1945)
- орден Суворова 2-го ступеня (19.08.1944)
- орден Вітчизняної війни I ступеня (10.06.1945)
- орден Трудового Червоного Прапора (05.03.1939)
- медаль «За бойові заслуги» (05.11.1954)
- інші медалі
- Сталінська премія першого ступеня (1941 рік) — за розробку нового авіаційного мотора
- Сталінська премія другого ступеня (1943 рік) — за вдосконалення авіаційного мотора
- Сталінська премія першого ступеня (1946 рік) — за створення нового зразка авіаційного мотора
- Сталінська премія першого ступеня (1949 рік) — за створення двигуна

## Твори Клімова
- Атлас конструкцій авіаційних моторів. Ч. 1-2. — М.-Л., 1935—1938.

## Увічнення пам'яті
- Іменем В. Я. Климова названо Науково-виробниче об'єднання ім. Климова (в даний час АТ «ОДК-Климов» в складі Об'єднаної двигунобудівної корпорації — АТ «ОДК», холдингової компанії ГК " Ростех "). 23 жовтня 2017 року на території підприємства було відкрито пам'ятник В. Я. Климову. На будівлі заводу, що виходить на площу, встановлено меморіальну дошку. Щорічно підприємство проводить конкурс ім. В. Я. Климова серед петербурзьких студентів 3-4 курсів бакалаврату, специалітети і магістратури денних відділень вузів і технікумів — «Климовські» стипендії[6] .
- Ім'я носить площа на перетині Великого Сампсоніївська пр. і Кантемировської вул. у Виборзькому районі Санкт-Петербурга.
- Бюст В. Я. Климова встановлений в Москві на початку вулиці авіамоторної, на якій розташований ЦИАМ ім. Баранова .
- Пам'ятник на Новодівичому кладовищі.